# Улица Жукова (Санкт-Петербург)

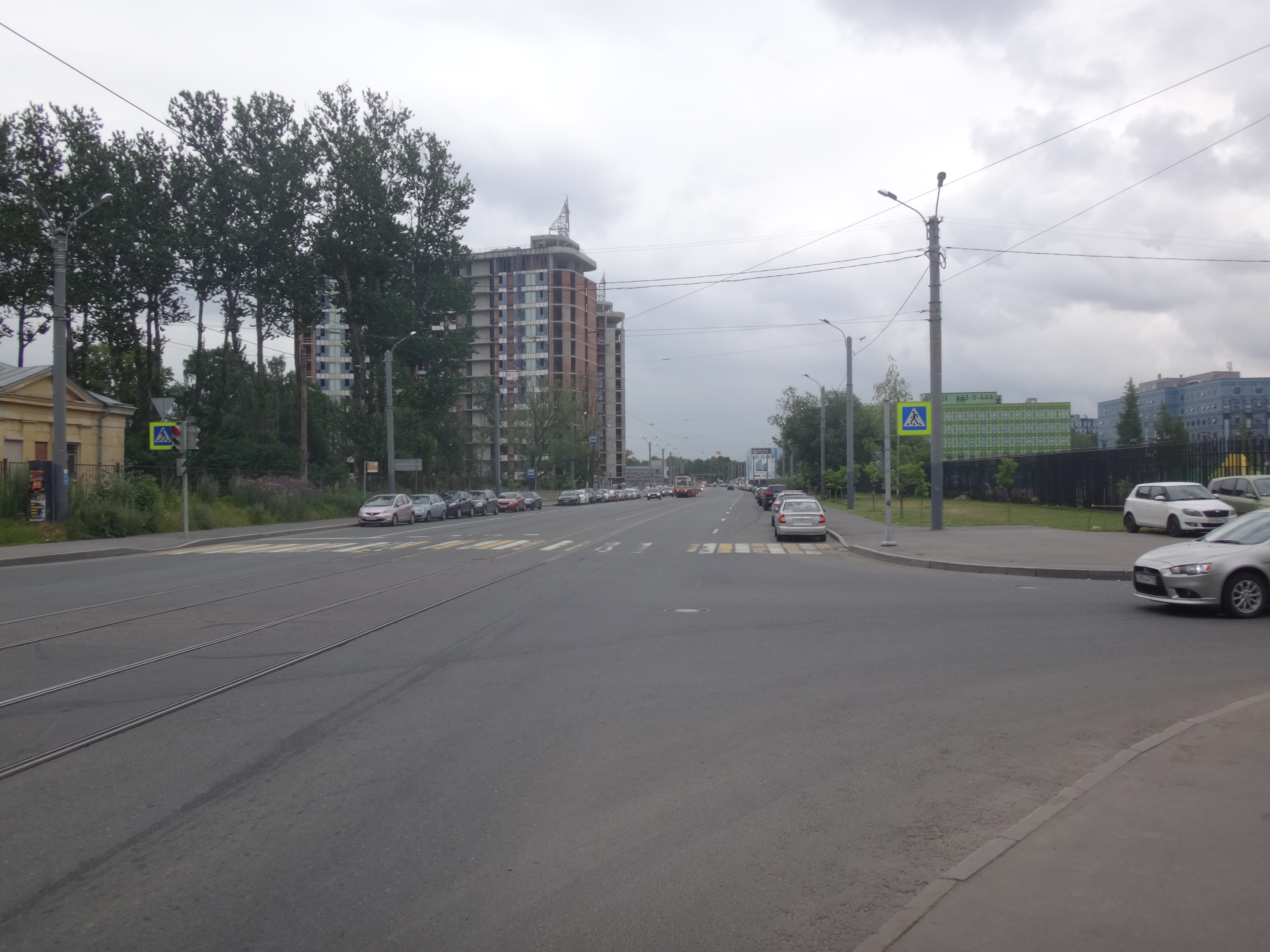
Угол улиц Жукова и Феодосийской. Вид в сторону Пискарёвского проспекта. Ранее на этом участке было исключительно трамвайное движение

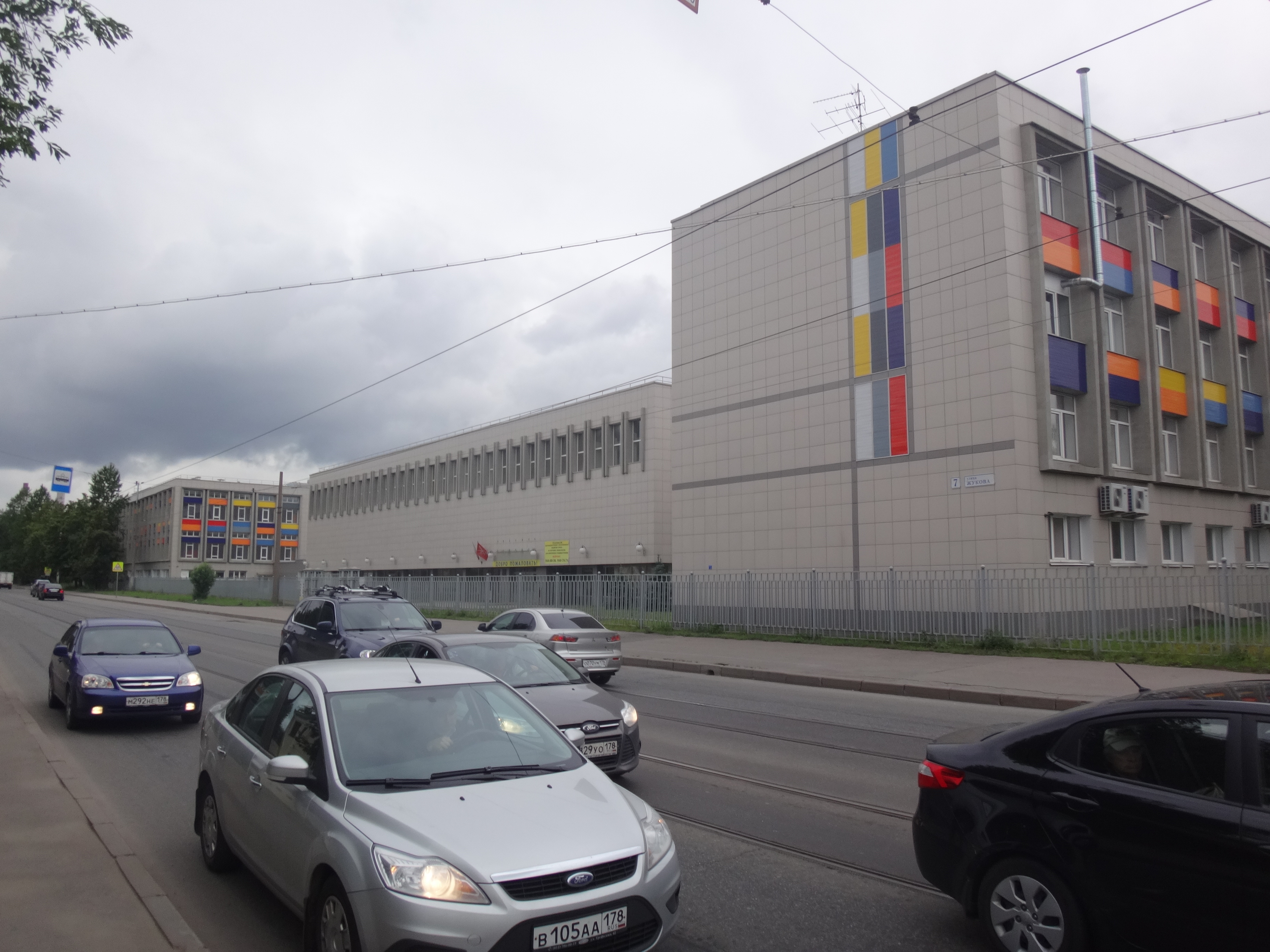
Техникум энергомашиностроения и металлообработки (бывшее ПТУ-43)

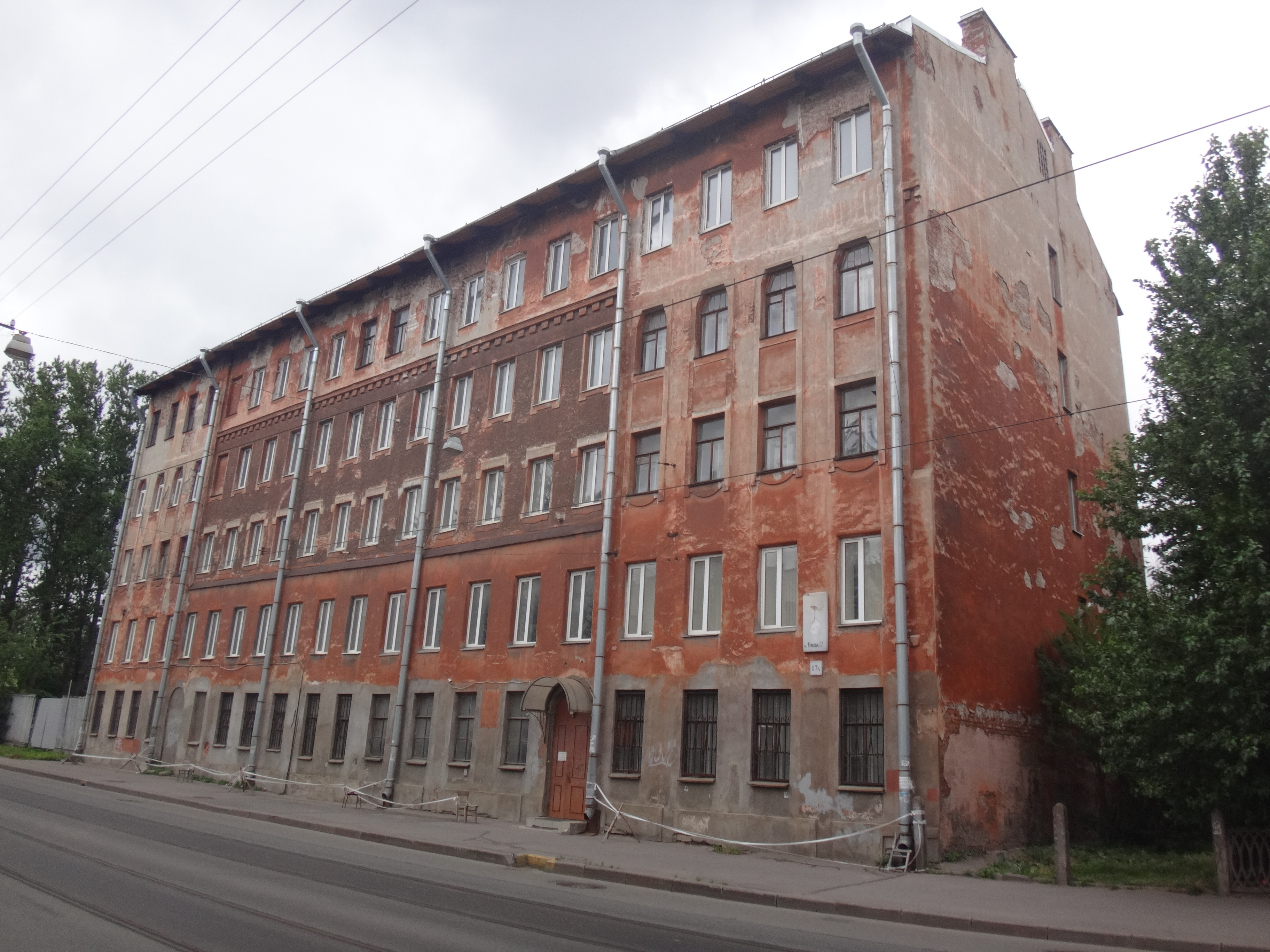
Старейшее здание Санкт-Петербургского института машиностроения (улица Жукова, 17) — второй («красный») корпус

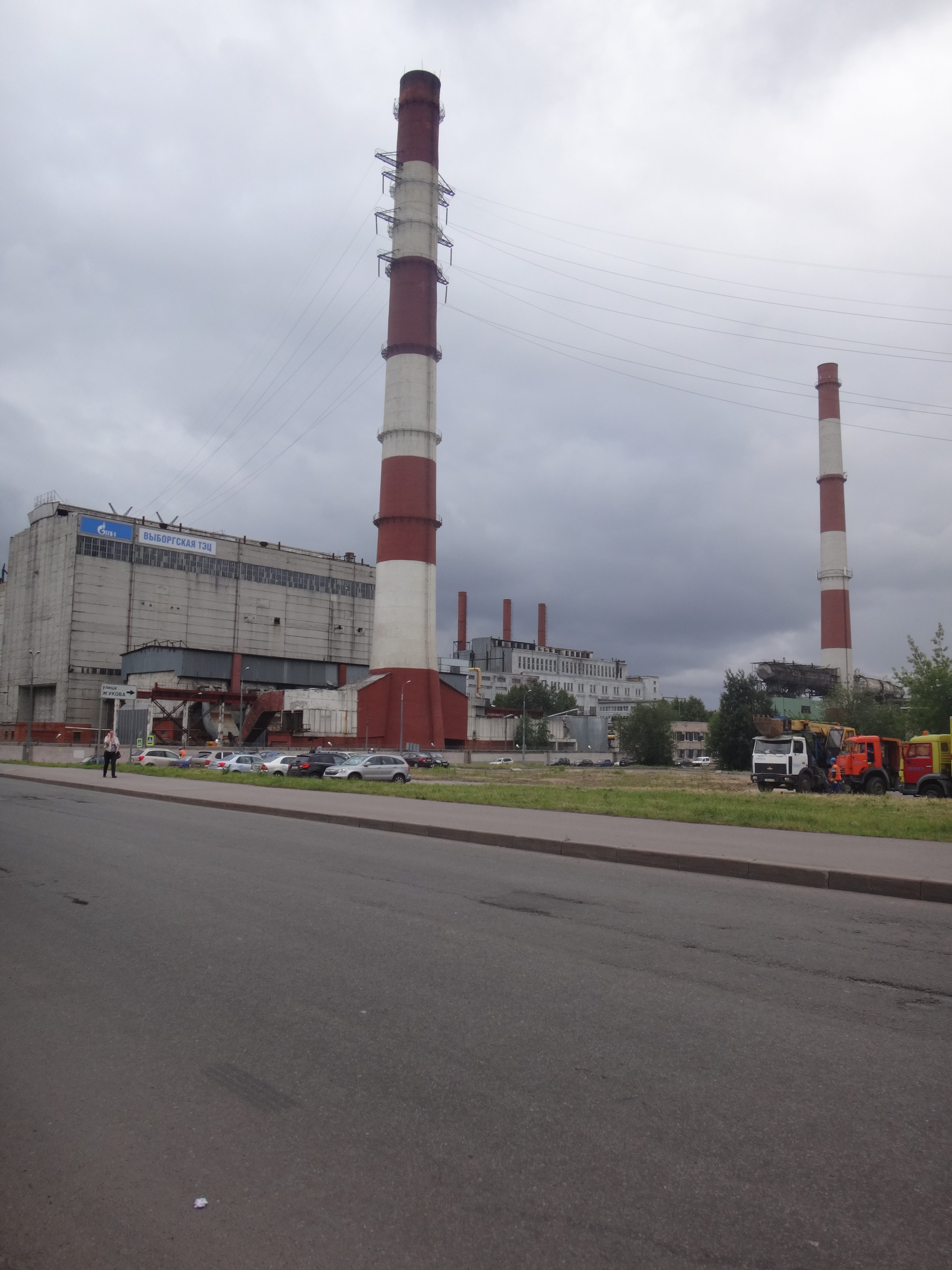
Выборгская ТЭЦ (улица Жукова, 26)

Улица Жу́кова — улица в Калининском районе Санкт-Петербурга. Проходит от Пискарёвского проспекта до Чугунной улицы.

## История
В 1836 году дорогу, проходившую сразу за дачей графа Кушелева-Безбородко, стали именовать Кушелевским проспектом. Проспект включал в себя нынешнюю Чугунную улицу от логического продолжения улицы Смолячкова до современного дома 46 и участок нынешней улицы Жукова от дома 46 до ныне не существующего Александровского проспекта (проходил западнее нынешней Феодосийской улицы).
В 1842 году участок от Александровского проспекта до современного дома 46 стал называться Варваринской улицей, в честь дочери графа.
В 1850—1860 годах участок от нынешнего дома 46 по Чугунной улице до современного Кондратьевского проспекта включали в состав Старо-Муринской дороги (нынешняя Чугунная улица).
16 апреля 1887 года улица была продлена до Феодосийской улицы.
4 августа 1923 года улице было присвоено современное название, в честь И. И. Жукова — секретаря выборгского райкома ВКП(б), активного участника Октябрьской революции. Название было присвоено спустя три недели после смерти Жукова.
В 1957 году улица Жукова была продолжена до Пискарёвского проспекта, при этом новый участок представлял собой два трамвайных пути без проезжей части.
С конца 1990-х годов до середине 2012 года сквозное движение от Чичуринского переулка до Чугунной улицы было закрыто.
В начале ноября 2013 года было открыто автомобильное движение по участку от Пискарёвского проспекта до Феодосийской улицы. Для этого там переложили трамвайные пути, создали проезжую часть, тротуары и северный боковой проезд. Также были сделаны заделы под южный боковой проезд, но в мае-июне 2022 года эти заделы убрали.

## Достопримечательности
- Дом № 3 — Пискарёвский проспект, 8 — Полюстровский проспект, 8 — комплекс зданий канатной фабрики Эдвардса и Кавоса. Фабрика была основана в 1876 году, прекратила существование в начале 1990-х годов. Большая часть комплекса снесена в 2005—2006 годах[2]. На их месте построен жилой комплекс «5 звёзд».
- Дом № 7 — на территории ныне существующих зданий находилась Сретенская церковь.
- Дом № 17 — доходный дом, 1904, арх. Агурьян Голосуев[3].
- Дом № 20 (Кондратьевский проспект, 23) — бывший доходный дом, построенный в 1911 году по проекту Ф. А. Лыхина.
- Дом № 26 — Выборгская ТЭЦ

## Пересечения
Улица Жукова пересекает или граничит со следующими проспектами, улицами и переулками:
- Пискарёвский проспект
- Феодосийская улица
- Кондратьевский проспект.
- Чичуринский переулок
- Чугунная улица

## Транспорт
На участке от Пискарёвского проспекта до Кондратьевского проложены трамвайные пути, по которым ходят трамваи маршрута 23; другого наземного общественного транспорта на улице нет.
В течение многих лет участок улицы Жукова от Пискарёвского проспекта до Феодосийской улицы был предназначен только для трамвайного движения и был реконструирован в середине 2000-х под трамвайно-автомобильное движение в связи с предстоящим строительством жилых (на нечётной стороне) и деловых комплексов (на чётной стороне).